# Genan
Genan (ou Genan A/S) est une entreprise danoise qui s'est spécialisée dans la valorisation et le recyclage intégral des matériaux qui composent les pneus (sans toutefois accepter tous les types de pneus).
Genan se présente comme leader mondial dans son domaine. Début 2018 selon son portail internet cette entreprise a la capacité de réduire en poudrette 1 000 tonnes de pneus par jour.

## Histoire, patrimoine industriel
Alors que le décharges de pneus et leur abandon fréquent dans la nature étaient devenu des problèmes préoccupants pour l'environnement, une première usine-pilote a été construite par la société mère à Viborg, au Danemark.
Sa capacité (initialement de 35 000 tonnes/an) portée en 2011 à 70 000 t/an.
En profitant des connaissances acquises et de ses retours d'expérience acquis dans sa première usine au Danemark, L'entreprise s'est ensuite développée en Allemagne où elle a construit trois usines, également fortement automatisées :
- à Oranienburg en 2003 dans la banlieue de Berlin dans le Brandebourg avec une capacité de 65 000 t/an (en 2018)[2],[1] ;
- à Dorsten en 2008 en Rhénanie-du-Nord-Westphalie, avec une capacité de 70 000 t/an (en 2018)[2],[1] ;
- à Kammlach en Bavière en 2010 avec une capacité de 70 000 t/an[2],[1].

Le groupe s'est ensuite installé aux États-Unis avec sa plus grande usine (capacité de 100 000 t/an, la plus grande capacité au monde) construite à Houston au Texas.
En 2014, en France, Genan s'est installé à Montauban, reprenant 8 emplois et le site de l’entreprise Regene (filiale de SITA qui était la seule usine de ce type dans le sud de la France et qui venait quelques mois plus tôt (fin 2013) de cesser son activité de broyage et de granulation de pneus) ; Genan a le projet de créer une nouvelle usine (alors annoncée pour 2016 avec 35 à 40 salariés et un investissement de 56 millions d’euros). Genan a signé un contrat de 5 ans avec Aliapur traiter annuellement 20 000 tonnes de pneus à Montauban (qui seront envoyés en Allemagne jusqu'à ce que l'usine française soit construite).

## Procédés
Les pneus provenant de moto, automobiles, fourgonnettes, camions, tracteurs et gros véhicules industriels non-routiers sont réceptionnés et provisoirement stockés sur site.
L'entreprise refuse les pneus de vélo et brouettes, les Pneus pleins ou emplis de mousse, les chambres à air, les pneus d'avion et tout pneu endommagé par le feu, de même que les Pneus anti-crevaison de type ContiSeal, Conti CSR, Contisilent, Bridgestone BSR...
Selon une technologie développée depuis le début des années 1990, ils sont ensuite lavés (éventuellement avec des eaux pluviales préalablement récupérées sur les toitures de l'usine).

Ils sont ensuite mécaniquement débarrassés de leurs éléments textiles, et de leur carcasse d'acier (envoyée au recyclage) puis le caoutchouc noir résiduel est lacéré jusqu'à former des granules de quelques millimètres.
In fine, selon l'entreprise plus de 90 % du pneu peut être réutilisé comme matériau, de manière alternative à la valorisation énergétique en cimenterie qui est encore la destinée première de la plupart des pneus.

## Produits et leurs usages
Un pneu moyen contient en poids 10 % de fibres textiles, 15 % de fils d'acier et 75 % de caoutchouc (mélangé éventuellement lors de la fabrication avec une part plus ou moins importante de latex naturel).
Selon Genan en 2018 « les fibres textiles provenant de pneus en fin de vie se sont déjà révélées avoir d'excellentes propriétés d'isolation par rapport à celles par exemple de laine de roche et de laine minérale, mais de nouvelles applications de produits sont encore à l'étude ou en phase de test ».
Les fils métalliques qui constituent l'armature des pneus sont broyés, extraits et envoyés en aciéries.
Le caoutchouc synthétique des pneus est réduit en poudrette de caoutchouc (différents diamètres possibles), livrée en big bag (avec traçabilité) pour être notamment utilisée en granules de remplissage des gazons artificiels de terrains de football, pour la construction routière (ajout de poudre de pneu de 0,2-0,8 mm à l'asphalte pour produire des bitumes améliorés, des bitumes modifiés et des bitumes modifiés à haute viscosité), pistes d'athlétisme, substrat de terrains de jeux pour enfants (où les granules de caoutchouc éventuellement colorés sont collés in situ avec du polyuréthane souple, ou fabriqués par assemblages de carreaux préfabriqués en usine (qui doivent être conformes aux réglementations de l'UE relatives aux capacités d'absorption des chocs à la suite des directives européennes EN 1176 et EN 1177) ou d'autres usages (bétons bitumineux, asphaltes poreux et souples...).
En 2007 un guide technique publié par Signus Ecovalor (association espagnole aux missions proches de celle d'Aliapur en France), traduit en français, présentait divers mélanges bitumineux intégrant de la poudrette de pneu, jugés plus souples et résilients que les bitumes habituels et surtout moins chers. L'Etat espagnol a officiellement encouragé l'utilisation de poudrette de pneu usagé dans les revêtements routiers souhaitant qu'à terme 55 % du granulat produit en Espagne y soit intégré, mais des préoccupations de santé et d'environnement sont suscitées par l'absence de donnée sur les analyses précises des contenus de cette matière (opacité justifié par le secret industriel ou commercial de la part des fabricants). Ces préoccupations ne sont pas abordées par le guide.

## Économie circulaire
Genan se présente aussi comme étant la première entreprise capable de produire (dans le cadre d'une économie circulaire) en grande quantité un caoutchouc « dévulcanisé » pouvant servir à fabriquer de nouveaux pneus. Sa capacité de poudrette issue de cryogénisation de pneus était début 2018 de 22 500 tonnes par an.

## Recherche et développement
Elle porte sur le broyage cryogénique et un procédé thermomécanique de dévulcanisation (études initiées en 2011) ; et depuis 2015 sur la production (qui a démarré à Viborg) de « poudre cryogénique » (par exemple utilisées dans des plastiques, peintures ou enduits) et de caoutchouc dévulcanisé permettant la fabrication de nouveaux pneus (fourni en plaques de caoutchouc).

## Finances
Jusqu'en 2014, le fondateur et PDG (Bent A. Nielsen) détenait 52 % des parts de la société.
Les 48 % restants étaient détenus par un fonds de pension danois (PKA) qui a racheté les actions de Nielsen en août 2014.
La réglementation européenne impose aux fabricants de financer le recyclage ou la valorisation énergétique des pneus en fin de vie.
L'entreprise se fait payer pour éliminer les pneus (50 à 100 € la tonne) ce qui lui permet de produire des poudrettes ou pellets à bas prix.

## Santé au travail
Selon le portail américain de l'entreprise « Pour assurer une sortie uniforme et de haute qualité, la technologie est entièrement automatisée. Les pneus ne sont pas touchés par des mains humaines tout au long du processus ».
Une norme européenne pour les HAP est pour le caoutchouc des pneus de 1 000 mg/kg au max, mais il n'existe pas de norme pour les poudrettes.